# Red Foam
Red Foam è un film muto del 1920 diretto da Ralph Ince. Prodotto dalla Selznick Pictures Corporation, aveva come interpreti Zena Keefe, Harry Tighe, Huntley Gordon, Danny Hayes, Peggy Worth.

## Trama
Popolare e amato in tutto lo stato, Andy Freeman, un commesso viaggiatore, porta la sua giovane moglie a vivere a Buckeye Bridge, in Missouri, lo stesso posto dove vive e lavora anche Arnold Driscoll, che gestisce una cava locale. Freeman ha scoperto che Driscoll e sua moglie si erano conosciuti tempo addietro ed erano stati anche innamorati. Ora, lui tenta di mettere alla prova i due facendoli incontrare spesso, sperando in questo modo di provocare angoscia nella moglie. Facendosi passare per un marito offeso, Freeman suscita i sospetti della gente contro la donna e il suo supposto amante. Così, quando viene ritrovato il suo cadavere, vittima di una lotta contro qualcuno, tutti pensano che l'assassino sia Driscoll che viene arrestato insieme alla vedova. La folla, inferocita per la morte di quell'uomo tanto simpatico, si scaglia contro i due, decisi a linciarli ma viene fermata dall'intervento di un uomo che confessa di avere sparato lui a Freeman, colpevole di avergli rubato la moglie con cui era fuggito. Scagionati dalle accuse, ora Driscoll e la signora Freeman sono liberi di amarsi.

## Produzione
Il film fu prodotto dalla Selznick Pictures Corporation.

## Distribuzione
Il copyright del film, richiesto dalla Selznick Pictures Corp., fu registrato il 2 novembre 1920 con il numero LP15757.
Distribuito dalla Select Pictures Corporation, il film uscì nelle sale statunitensi nell'ottobre 1920.
Non si conoscono copie ancora esistenti della pellicola che viene considerata presumibilmente perduta.